# 傑·瑞安
傑·瑞安（Jay Ryan，1981年8月29日—）是紐西蘭的一位演員。他最著名的角色是在澳大利亚肥皂劇家有芳鄰中飾演Jack Scully。他還在美國電視劇美女與野獸中飾演Vincent Keller角色。

## 外部連結
- Jay Ryan的X（前Twitter）
- Jay Ryan在互联网电影资料库（IMDb）上的資料（英文）
- Jay Ryan page – Official Go Girls Website